# La Michoacana
La Michoacana är en ort i Mexiko.   Den ligger i kommunen Minatitlán och delstaten Veracruz, i den sydöstra delen av landet, 600 km öster om huvudstaden Mexico City. La Michoacana ligger 19 meter över havet och antalet invånare är 388.
Terrängen runt La Michoacana är platt. Runt La Michoacana är det ganska glesbefolkat, med 29 invånare per kvadratkilometer. La Michoacana är det största samhället i trakten. Omgivningarna runt La Michoacana är en mosaik av jordbruksmark och naturlig växtlighet.